# Ernst Reinhold Kerber
Ernst Reinhold Kerber (* 6. April 1930 in Baden, Niederösterreich; † 4. Juli 1975 in Wien) war ein österreichischer Politiker (ÖVP).

## Leben
Nach dem Besuch der Volksschule in Wien und des Gymnasiums in Baden wurde Kerber Volontär im Betrieb seines Vaters, welcher Tierfutter produzierte. 1952, erst 22 Jahre alt, übernahm Kerber das Unternehmen. Bedingt durch seinen Beruf wurde Kerber später zum stellvertretenden Vorsitzenden des Verbandes der österreichischen Futtermittelindustrie gewählt.
Kerber, ÖVP-Mitglied, war zudem Mitglied im Österreichischen Wirtschaftsbund. Als solcher saß er auch im Vorstand der Landesleitung für Niederösterreich.
Sein erstes politisches Mandat bekleidete Kerber ab 1965, als er in den Gemeinderat von Pottendorf gewählt wurde. Er war sieben Jahre lang, bis 1972, Gemeinderatsmitglied. Parallel dazu war er von November 1969 bis Juni 1970 Mitglied des Bundesrats in Wien.